# Mohammed Musa (ur. 1986)
Mohammed Musa (właśc. Mohamed Musa Abbas Ali; ar. محمد موسى; ur. 23 marca 1986 w Umm Bab) – katarsko-sudański piłkarz, występujący na pozycji obrońcy w katarskim klubie Al-Duhail SC. 32-krotny reprezentant Kataru. Uczestnik Pucharu Azji 2015.

## Statystyki

### Klubowe
Na podstawie:
| Klub         | Sezonów | Liga               | Liga  | Liga   | Puchar krajowy | Puchar krajowy | Kontynentalne | Kontynentalne | Suma  | Suma   |
| Klub         | Sezonów | Liga               | Mecze | Bramki | Mecze          | Bramki         | Mecze         | Bramki        | Mecze | Bramki |
| ------------ | ------- | ------------------ | ----- | ------ | -------------- | -------------- | ------------- | ------------- | ----- | ------ |
| Umm-Salal SC | 4       | Qatar Stars League | 26    | 1      | 0              | 0              | 8             | 0             | 34    | 1      |
| Al-Sadd SC   | 1       | Qatar Stars League | 5     | 0      | 0              | 0              | –             | –             | 5     | 0      |
| Al-Duhail SC | 13      | Qatar Stars League | 229   | 10     | 24             | 0              | 79            | 2             | 332   | 12     |
|              | Łącznie | Łącznie            | 260   | 11     | 24             | 0              | 87            | 2             | 371   | 13     |

### Reprezentacyjne
Na podstawie:
| Gole w reprezentacji | Gole w reprezentacji | Gole w reprezentacji | Gole w reprezentacji | Gole w reprezentacji | Gole w reprezentacji | Gole w reprezentacji | Gole w reprezentacji | Gole w reprezentacji |
| Lp.                  | Data                 | Miasto               | Przeciwnik           | Wynik                | Czas                 | Gole                 | Inne                 | Rozgrywki            |
| -------------------- | -------------------- | -------------------- | -------------------- | -------------------- | -------------------- | -------------------- | -------------------- | -------------------- |
| 1.                   | 03.09.2015           | Doha                 | Bhutan               | 15:0 (8:0)           | 1'–90'               | 8', 27'              | asysta               | Eliminacje MŚ 2018   |
| 2.                   | 08.09.2015           | Hongkong             | Hongkong             | 3:2 (1:0)            | 1'–90'               | 84'                  |                      | Eliminacje MŚ 2018   |
| 3.                   | 13.10.2015           | Doha                 | Malediwy             | 4:0 (1:0)            | 1'–90'               | 90'                  | asysta               | Eliminacje MŚ 2018   |

## Sukcesy
Na podstawie:

### Klubowe
Z Al-Sadd SC:
- Mistrz Kataru 2011/12, 2013/14, 2014/15, 2016/17, 2017/18, 2019/20, 2022/23
- Puchar Kataru 2011/12
- Superpuchar Kataru 2015/16